# Kal ho ná ho
A Kal ho ná ho (hindi कल हो ना हो, urdu: کل ہو نہ ہو) egy 2003-as bollywoodi film, amely New Yorkban játszódik. Főszereplők: Jaya Bachchan, Shah Rukh Khan, Príti Zinta, és Szaif Ali Hán.

## Szereplők
- Jaya Bachchan … Jennifer, Naina anyja
- Shahrukh Khan … Aman Mathur
- Szaif Ali Hán … Rohit Patel
- Príti Zinta … Naina Catherine Kapur Patel
- Sushma Seth … Lajjo Kapur
- Reema Lagoo … Aman anyja
- Lillete Dubey … Jaswinder "Jazz" Kapoor
- Delnaaz Paul … Jasprit "Sweetu" Kapoor
- Shoma Anand … Lajjo Kapur húga
- Kamini Khanna … Lajjo Kapur húga
- Ketki Dave … Rohit anyja
- Sulabha Arya … Kanta Bhen (Sulbha Arya)
- Athit Naik … Shiv Kapur
- Jhanak Shukla … Gia Kapur
- Simone Singh … Camilla
- Sanjay Kapoor … (Guest Appearance)
- Ráni Mukherdzsi … (Special Appearance)
- Sonali Bendre … (Guest Appearance)
- Kajol … (Special Appearance)

## Díjak
- Best Movie
- Best Director – Nikhil Advani
- Best Actor – Shahrukh Khan
- Best Actress – Preity Zinta
- Best Supporting Actor – Saif Ali Khan
- Best Supporting Actress – Jaya Bachchan
- Best Music Director – Shankar-Ehsaan-Loy
- Best Lyricist – Javed Akhtar
- Best Male Playback – Sonu Nigam  "Kal Ho Naa Ho"
- Best Scene of the Year
- Moto Look of the Year – Saif Ali Khan

## Külső hivatkozások
- Kal ho ná ho a PORT.hu-n (magyarul)